# 切爾諾戈洛夫卡
切爾諾戈洛夫卡（羅馬化：Chernogolóvka）是俄羅斯莫斯科州東北部的一個城市。位於莫斯科東北42公里。2002年人口20,284人。
2001年建市。俄羅斯科學院的多家分支機構位於本市，如朗道理论物理研究所。